# Capitale-Nationale
Capitale-Nationale ist eine Verwaltungsregion (französisch région administrative) im Südosten der kanadischen Provinz Québec.
Sie ist in weitere sechs regionale Grafschaftsgemeinden (französisch MRC, municipalités régionales de comté) sowie 69 Gemeinden, Reservate und gemeindefreie Gebiete unterteilt. Sitz der Verwaltung ist die Provinzhauptstadt Québec.
Am 22. Juni 1995 wurde durch einstimmigen Beschluss der Nationalversammlung die Commission de la capitale nationale du Québec gegründet.
Die Einwohnerzahl der Capitale-Nationale Verwaltungsregion, auch als Région économique bezeichnet, beträgt 729.997 Einwohner (Stand: 2016), die Landfläche 18.797,45 km², was einer Bevölkerungsdichte von 38,8 Einwohnern je km² entspricht. 99,1 % der Einwohner sprechen Französisch und 0,5 % Englisch als Hauptsprache, den beiden offiziellen Landessprachen Kanadas. Jedoch sprechen immerhin 28.355 Einwohner nicht offizielle Sprachen, davon aktuell 540 Menschen die deutsche Sprache.
Im Norden grenzt Capitale-Nationale an die Verwaltungsregion Saguenay–Lac-Saint-Jean, im Nordosten an die Côte-Nord, im Osten an Bas-Saint-Laurent, im Süden an Chaudière-Appalaches, im Südwesten an Centre-du-Québec, im Westen an die Region Mauricie.

## Gliederung
Regionale Grafschaftsgemeinden (MRC):
- Charlevoix
- Charlevoix-Est
- La Côte-de-Beaupré
- La Jacques-Cartier
- L’Île-d’Orléans
- Portneuf

Gemeinden außerhalb einer MRC:
- Québec
- L’Ancienne-Lorette
- Notre-Dame-des-Anges
- Saint-Augustin-de-Desmaures

Reservat außerhalb einer MRC:
- Wendake